# Église catholique de Tartu
L'église de l'Immaculée Conception de la Bienheureuse Vierge Marie à Tartu (en estonien estonien : Tartu Pühima Neitsi Maarja Pärispatuta Saamise kirik) ou église catolique de Tartu (en estonien estonien : Tartu katoliku kirik) est une église catholique située dans le quartier Tähtvere à Tartu en Estonie.

## Architecture
Conçue par Wilhelm Schilling, l'église catholique de Tartu a été achevée entre 1862 et 1899.
Construit en briques rouges, l'édifice est l'un des derniers exemples de style néo-gothique dans l'architecture estonienne.
Sur le côté sud de l'église se trouve la chapelle Saint-Josaphat.
L'extérieur du bâtiment est décoré de contreforts, de tours d'escalier carrées sur les côtés et de flèches.
L'église a un clocher-tour qui s'étend partiellement dans la nef.
Juste en dessous de la flèche se trouve une corniche décorative en brique.
L'église a une nef voûtée.
La nef rectangulaire est prolongée par le chœur polygonal.
La façade du côté du portail est décorée de fenêtres à lancette, de fenêtres à angles vifs ordinaires et d'une rosace, ainsi que des vitraux. Au-dessus du portail principal portant une ornementation en relief se trouve une fenêtre ornementale et un escalier à triple archivolte.

## Prêtres
Le 23 octobre 1849, la chapelle de l'Université de Tartu a été ouverte aux étudiants catholiques, professeurs et autres membres de l'église situés dans la ville et ses environs.
Sur ordre de l'empereur de Russie Nicolas Ier, l'Université de Tartu engagea un prêtre chargé de donner des conférences sur la foi catholique. La paroisse catholique de Tartu a fonctionné dans les années 1849–1893 en tant que «paroisse universitaire», dans les années 1894–1924 comme la paroisse de l'archidiocèse de Mohilevi et dans les années 1924–1999 comme la paroisse de l'administration apostolique d'Estonie.
Les prêtres qui ont servi la paroisse de l'Immaculée Conception de la Bienheureuse Vierge Marie :
- 1849–1851 Josef Berzhanski
- 1851–1854 Felix Kamieniecki
- 1854–1860 Alfons Leszczynski
- 1860–1863 Heinrich Kossowski
- 1863–1867 Kasimir Fr. Soroczynski
- 1867–1868 Karl Marcinkiewicz
- 1868–1873 Eduard L. von Landsberg
- 1873–1874 Adolf Martinoff
- 1874–1875 Alois Amman
- 1875 Eduard Glass
- 1876–1892 Christoforus von Pietkiewicz
- 1892–1893 Alexander Platpir
- 1893–1899 Friedrich Zhyskar (Giscard)
- 1899–1900 Andreas Kantynik
- 1900–1909 Mieczyslaw Tabenski
- 1909–1910 Dominik Tavjenis
- 1910–1911 Peter Silovicz
- 1911–1912 Vincas Dejnis
- 1912–1915 Friedrich Zhyskar
- 1915 Alfons Jendrzejewski
- 1915–1920 Casimir Zhylewicz
- 1920–1923 Michael Dukalski
- 1923 Kaczinski
- 1923–1931 Henri Werling  (1879–1961)
- 1931–1934 Robert Lenzbauer
- 1934–1941 Berard Huber
- 1941–1942 Charles Bourgeois (1887–1963)
- 1942–1944 Aleksander-Erik Dordett  (1916–1984)
- 1945–1964 Tadeusz Kraus
- 1964–1977 Andreas Pavlovskis
- 1977–1986 Miķelis Krumpāns (1916–1987)
- 1986–1991 Rein Õunapuu (1957)
- 1991–1994 Väino Niitvägi/ Herodion Niitvägi
- 1994–1996 Zbigniew Piłat
- 1996–1997 Hugon A. Prochon
- 1997– Miguel Angel Arata Rosenthal

## Galerie

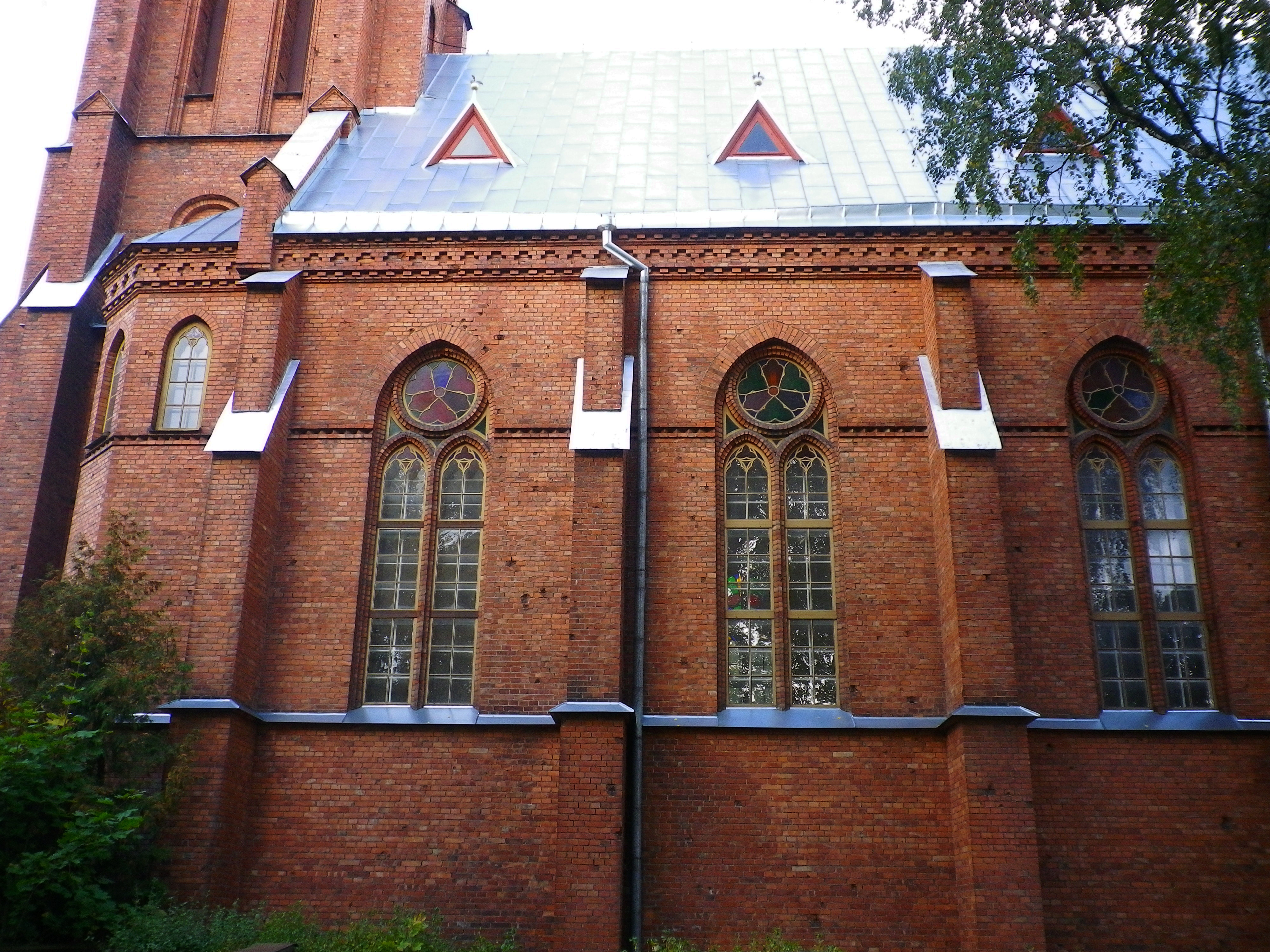
Aile de l'église.
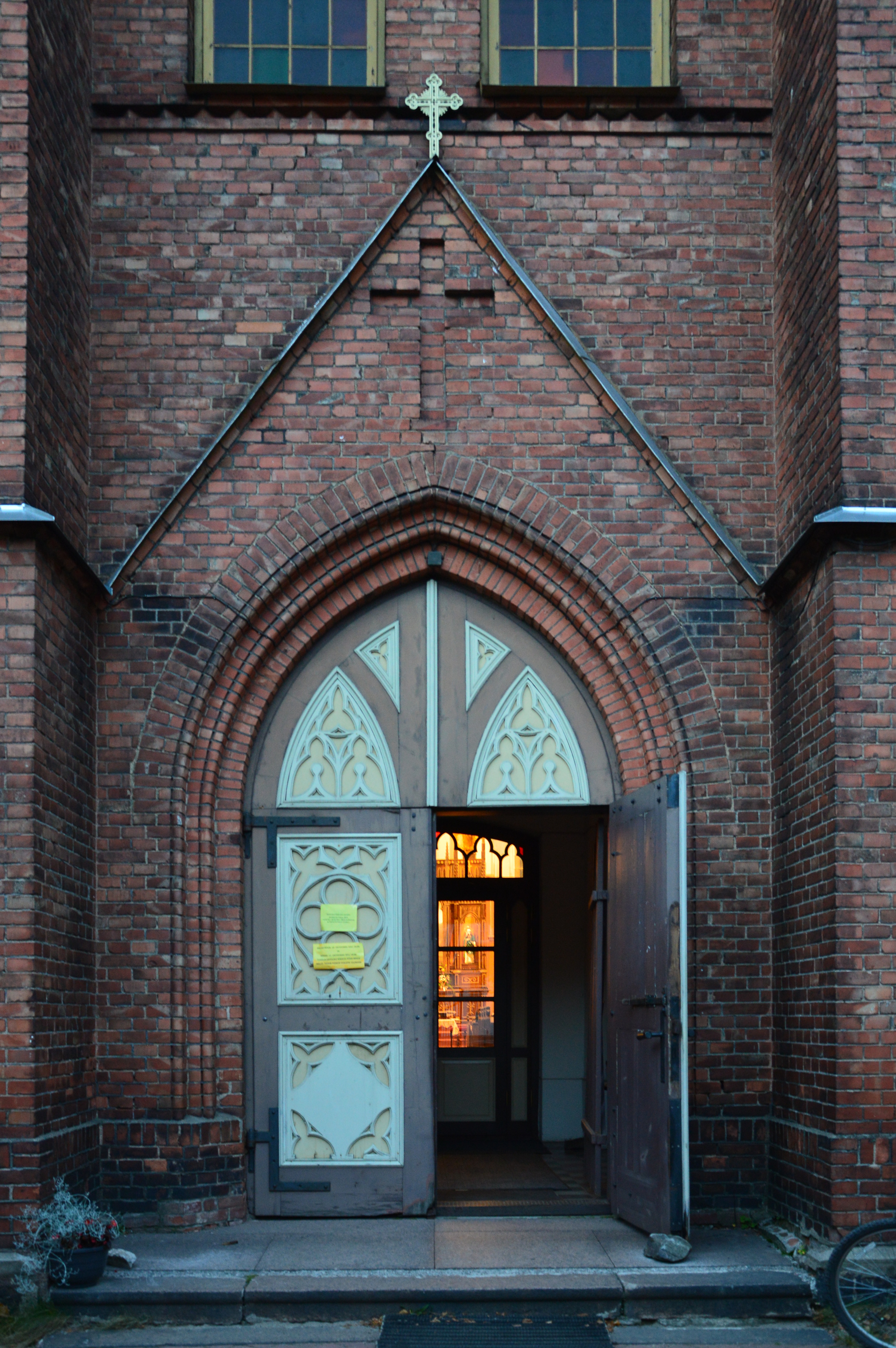
Le portail.
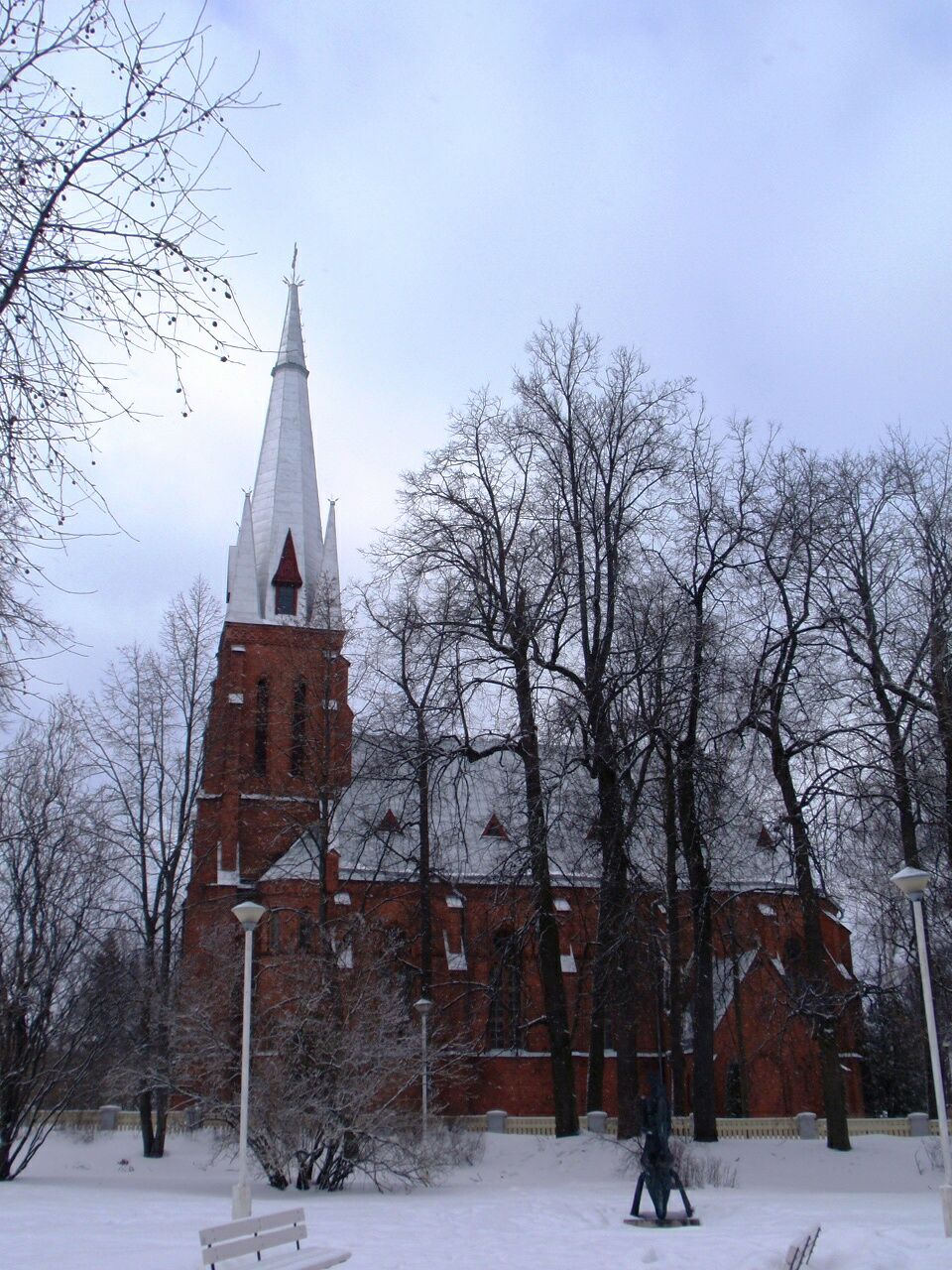
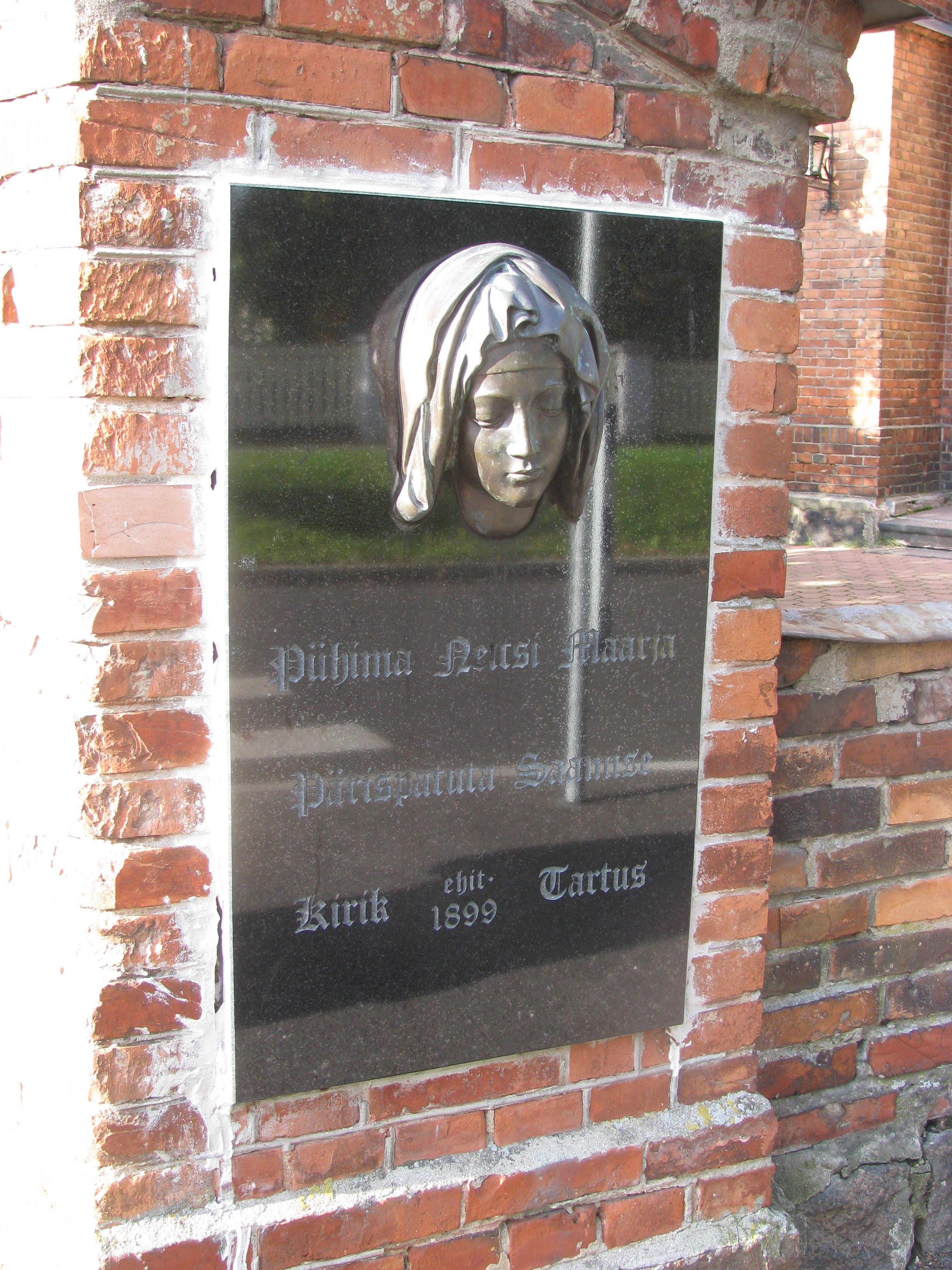
Bas-relief de la Vierge Marie sur la façade.

### Liens  externes
- Ressource relative à l'architecture :   - Kultuurimälestiste
- Ressource relative à la religion :   - GCatholic.org
- Site officiel